# Betzy Akersloot-Berg
Betzy Rezora Akersloot-Berg (Aurskog, 16 de diciembre de 1850-Oost-Vlieland, 18 de diciembre de 1922) fue una pintora noruega especializada en la pintura de paisaje que pasó la mayor parte de su vida en una pequeña isla de Frisia.

## Biografía
Nació en una familia de terratenientes, que más tarde se trasladaron a Oslo donde su padre se convirtió en un hombre de negocios. Originalmente, estudió como enfermera y se dedicó a este trabajo en combinación con el de misionera entre los sami en Finnmark. Le atrajo la pintura y decidió tomar lecciones en el "Statens håndverks- og kunstindustriskole", donde estudió con Wilhelm von Hanno y Frits Thaulow. Más tarde, trabajó con Otto Sinding y le siguió cuándo se trasladó a Múnich en Alemania.
Durante un viaje a Viena, vio algunos trabajos realizados por el pintor de marinas holandés, Hendrik Willem Mesdag, que le impresionó mucho. En 1885, tuvo un encuentro casual con él y su familia, que le llevó a poder trabajar con él en su taller de La Haya. Se hizo muy amiga de su mujer, Sientje van Houten, de quién hizo un retrato. En 1890, estudió brevemente con Pierre Puvis de Chavannes en París junto a otras pintoras noruegas como Helga Marie Ring Reusch, Lisbeth Bergh, Ingerid Dahl, Signe Scheel y Marie Tannæs.
A través de ellos, conoció a Gooswinus Gerardus Akersloot (1843-1929), el alcalde anterior de Hoevelaken, que había perdido recientemente a su esposa. Se casaron en 1893 y, tres años más tarde, se establecieron en Oost-Vlieland donde compraron una casa antigua y la nombraron "Tromp's Huys", ya que había pertenecido al almirante Cornelis Tromp. A pesar de su aislamiento, viajaba cada verano y fue capaz de participar en exposiciones en toda Europa Occidental así como en Checoslovaquia. Permaneció en esa isla hasta su muerte en 1922. Además de pintar, fundó una escuela dominical y una sociedad de costura para chicas.

## Museo
"Tromp's Huys" se convirtió en un museo en 1956. La mayoría de sus aproximadamente 300 trabajos están guardados allí y se envían en préstamo para exposiciones, incluyendo una gran retrospectiva realizada en el Noordelijk Scheepvaartmuseum en 1992, una exposición especial en su lugar de nacimiento en Aurskog en 1996, y otra exposición en el Nordkappmuseet en Honningsvåg, cerca del lugar donde trabajó con los sami, en 2004.Coppens, Thera (abril de 2010).  Museumtijdschrift, ed. «Mesdag en Berg». Archivado desde el original el 24 de septiembre de 2015.

## Galería

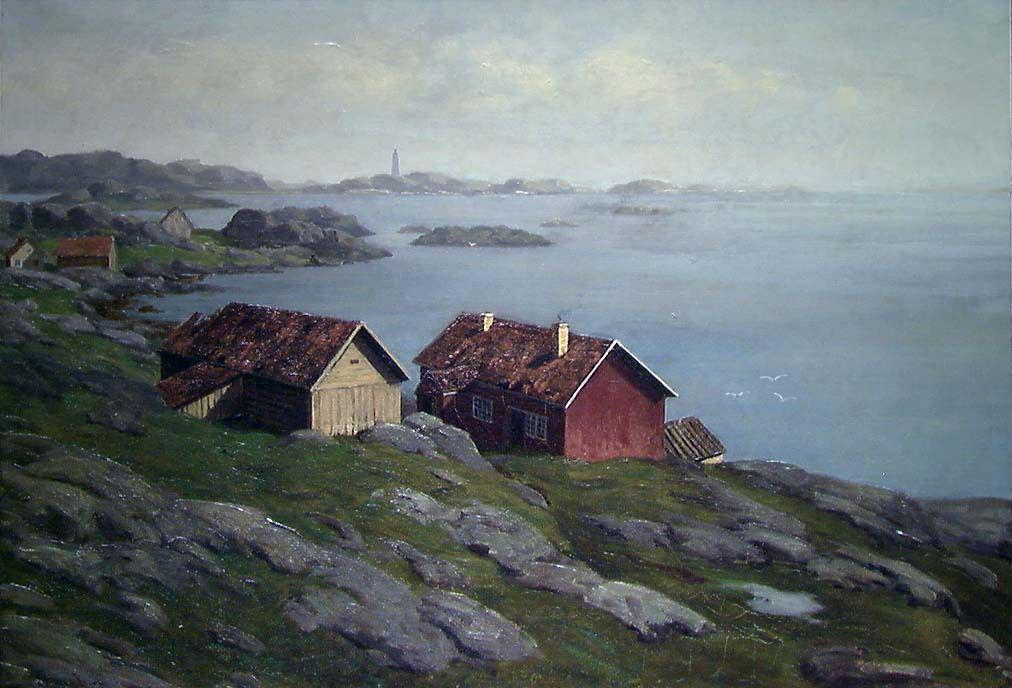
Coastal Landscape in Norway
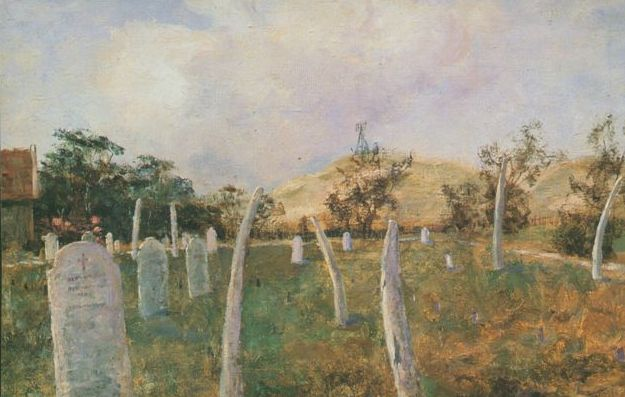
Cemetery with Whalebone Grave Markers
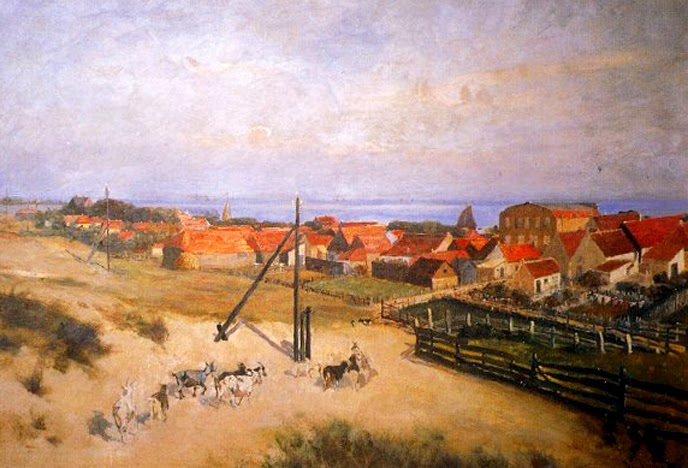
Oost-Vlieland
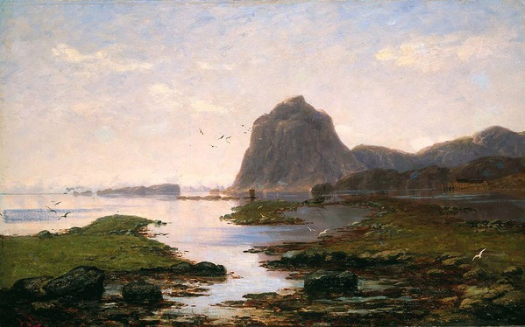
Lofoten